# Páska na oči

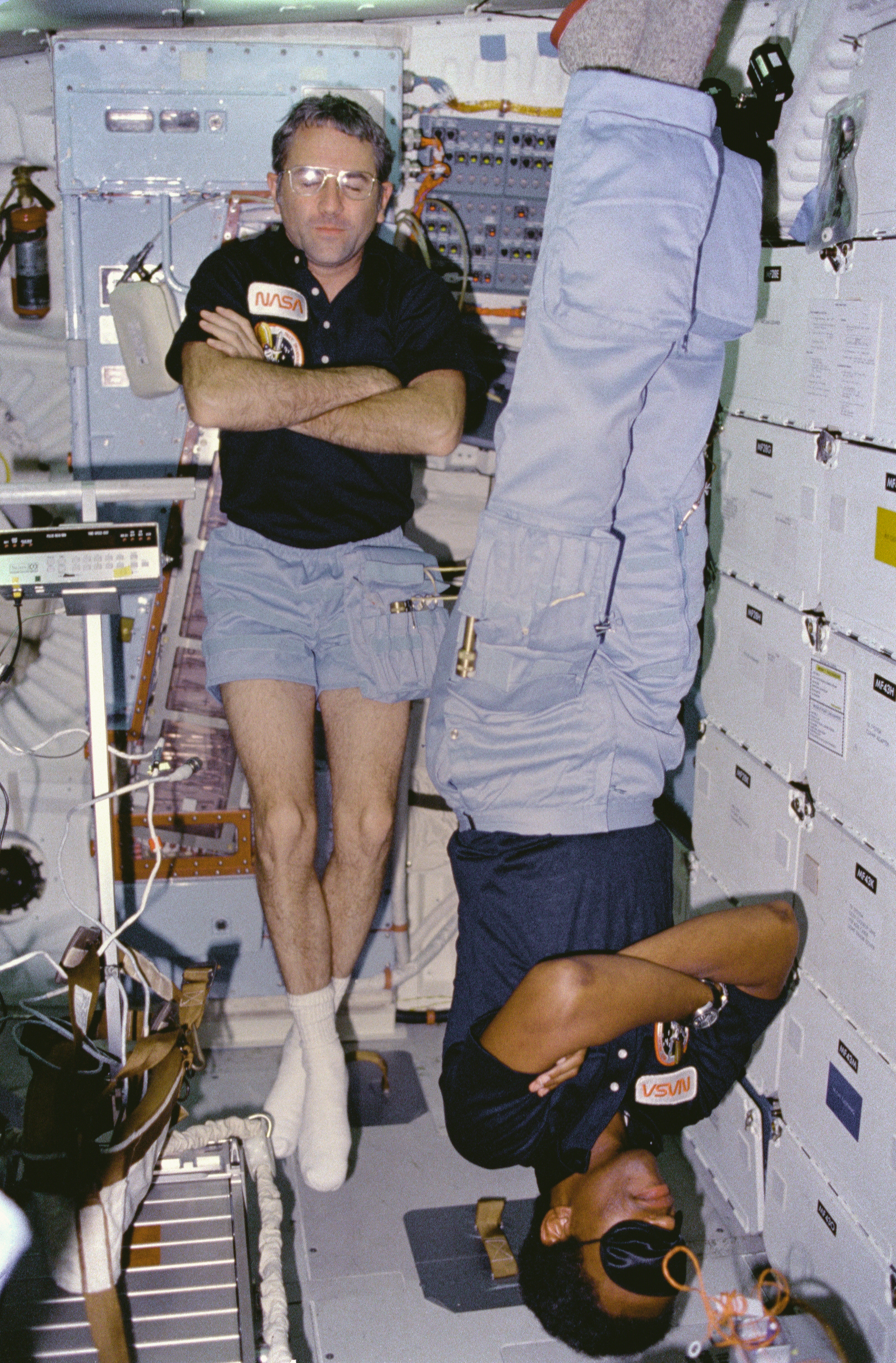
Kosmonaut, který používá pásku pro lepší spaní

Páska na oči je oděv, zpravidla z látky, který se váže kolem hlavy, aby zakryl oči, a tak znemožnil přístupu světla. Přes správně ušitou pásku se nedá vidět. 

## Využití

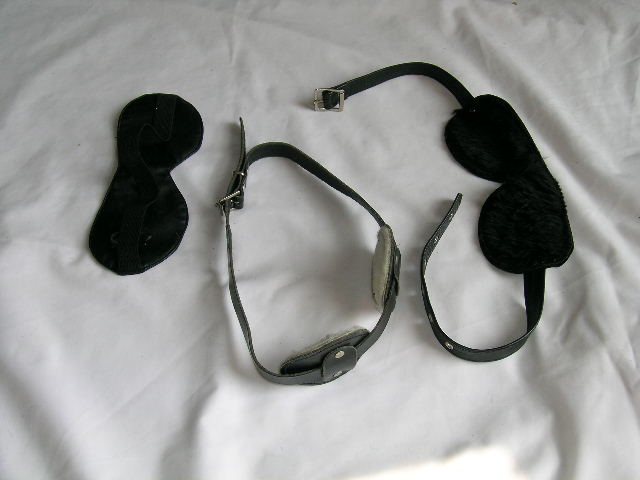
BDSM páska na oči

Pásky se dají využít různými způsoby:
- Na spaní – Páska blokuje světlo během spánku, zejména během cesty letadlem, nebo pro ty, kteří spí během dne. Páska umožní lepší a hlubší spánek. Také může poskytnout úlevu pro lidi, kteří trpí klaustrofobií. Lidé se zeleným zákalem by neměli tyto pásky používat.
- V dětských hrách – např. při hře na slepou bábu
- Při bojovém umění a vzpírání – používá se na zlepšení ostatních smyslů (zejména hmatu a sluchu)
- Při meditaci – za účelem oprostit se od okolního světa a zaměřit se jen na sebe
- Jako způsob, jak udržet unesené oběti, rukojmí, vězně atp. od schopnosti rozeznávat místa nebo lidi. Často se používá také kapuce.
- Na zakrytí očí nevidomého - ze zdravotních nebo kosmetických důvodů (od vynálezu slunečních brýlí málo používané).
- Jako rekvizita v kouzelnických tricích
- Jako pomůcka na simulaci slepoty během tréninku orientace a pohyblivosti specialistů, aby si vytvořili empatické pochopení slepoty. Také aby se naučili jak se spolehnout na jejich další smysly, na poznání prostředí a aby se mohli pohybovat svobodně a nezávisle.
- Při popravě, aby se obviněný trochu uklidnil a neviděl jeho vlastní popravu. Zavázat obžalovanému oči je považováno za lidské.
- Při sexu a pro BDSM praktiky. Využití pásky má zvýšit zbývající smysly nositele, který se zaměří na zvuk, vůni a fyzický kontakt.

## Symbolika
Od 15. století byla páska na oči symbolem ve věštění a mytologii. V právu symbolizuje objektivitu a nestrannost. Je běžně užívána v tarotu a různých věšteckých metodách. Může představovat téma oběti, odolnost vůči jasnosti, popírání nebo omezený pohled. To je často doprovázeno skrytým tématem poctivosti a pravdy. Stejně tak může ikona pásky zobrazovat rozpor mezi vědomím a nevědomím, nosit pásku představuje stagnaci nebo menší stav vědomí, zatímco sundání pásky představuje probuzení nebo znovuzrození.[zdroj?]